# سریش (سرده)
سریش (نام علمی: Eremurus) نام یک سرده از گیاهان گلدار است. ریشهٔ این گیاه ضخیم و لعاب‌دار است. سیستم ریشه‌ای این جنس شامل یک ریزوم کوتاه ضخیم و راست چسبیده به تعدادی ریشه‌های کلفت شبیه به بازوان یک ستارهٔ دریایی است که از مشخصات بارز شناسایی این گیاه‌است. همهٔ برگ‌های دراز و باریک گیاهان این جنس نیز به صورت مجتمع بزرگ برگ‌های قاعده ای نمایان می‌شوند. گل‌ها به رنگ‌های صورتی، سفید، زرد، مایل به سبز تا سبز متمایل به قهوه‌ای در طول یک خوشهٔ خیلی بلند و در روی یک ساقهٔ بی‌برگ قرار گرفته‌اند. میوه کپسول این گیاهان مدور و بعضی مواقع دراز است که در هنگام رسیدن با سه شکاف شکفته می‌گردد. داخل کپسول دانه‌های سه وجهی است که در بسیاری از گونه‌ها دارای پره‌های غشایی واضح است.
جنس سریش در حدود ۴۵ گونه دارد که قسمت اعظم آن‌ها در افغانستان و تاجیکستان می‌رویند در ایران تقریباً ۸ گونه از آن وجود دارد. گونه‌های چندی از جنس سریش جزو گیاهان پرورشی باغی محسوب می‌گردند. در بهار یا اوایل تابستان گونه‌های متعددی از آن‌ها به عنوان گل‌های زینتی در گل‌فروشی‌های تهران به معرض فروش گذارده می‌شوند. ریشهٔ گونه‌های مختلف سریش در سابق و شاید در حال حاضر نیز در ایران برای ساختن چسب مورد استفاده قرار می‌گرفته‌است. گفته می‌شود که برگ‌های جوان آن نیز به عنوان سبزی استفاده‌های خوراکی داشته و از ریشه آن که به میزان قابل ملاحظه‌ای نشاسته دارد نوعی سوپ یا آش تهیه می‌گردد. اما به علل نامعلومی هیچ‌یک از گونه‌های سریش مورد چرای احشام قرار نگرفته و روی همین اصل در مراتعی که بیش از اندازه مورد چرا واقع شده و گیاهان خوش‌خوراک آن کم شده یا از بین رفته‌اند، بوته‌های پرپشتی از این گیاه دیده می‌شود.

## گونه‌ها و جوره‌ها
- Eremurus himalaicus
- Eremurus elwesii
- Eremurus bungei
- Eremurus olgae
- Eremurus tubergenii
- Eremurus warei
- Eremurus shelfordii
- Eremurus stenophyllus
- سریش ستبر